# Општина Буза (Клуж)
Буза (рум. Buza) општина је у Румунији у округу Клуж.
Oпштина се налази на надморској висини од 459 m.